# Войо Кулібалі
Войо Кулібалі (фр. Woyo Coulibaly, нар. 26 травня 1999, Гонесс, Франція) — малійський футболіст, захисник англійського клубу «Лестер Сіті».

## Ігрова кар'єра
Войо Кулібалі є вихованцем французького клубу «Гавр». У червні 2019 року футболіст підписав з клубом професійний контракт. Дебют Кулібалі на вищому рівні відбувся у серпні 2019 року у матчі Ліги 2 проти «Ніора».
У Франції Кулібалі відіграв два повних сезони, а в серпні 2021 року перейшов до італійської «Парми», з якою підписав контракт до 2025 року.
15 січня 2025 року підписав контракт на чотири з половиною роки з англійським «Лестером».